# Regimiento de Transmisiones 1
El Regimiento de Transmisiones 1 es una unidad militar del Ejército de Tierra de España encargada del servicio de transmisiones y comunicaciones entre unidades del Ejército. Actualmente está encuadrado en la División Castillejos y su acuartelamiento se encuentra en el Acuartelamiento "Sancho Ramírez" de Huesca en la Avda. División 52 S/N. 

## Historia
Según la Norma General 1/96 del EME sobre Adaptaciones Orgánicas, en el apartado calendario de procesos de transformación del Núcleo de Tropas Divisionario de la División Mecanizada “Brunete” N.º 1, se marca que en el segundo semestre de 1996 y por reorganización del RING.1 se constituya el RT.1 sobre la base del Batallón de Transmisiones del RING-1. El Regimiento de Transmisiones 1 se constituye por Resolución 164/1996 del 30 de septiembre (BOD N.º 205 de 17 de octubre).
En su virtud, de acuerdo con lo contemplado en la Instrucción 20/1996 “Adaptaciones Orgánicas” en cuanto a la constitución de la División Mecanizada y a tenor de las atribuciones conferidas en el apartado 28 de la Orden Ministerial 21/1991, de 12 de marzo.
SE DISPONE 1º- El día 1 de noviembre de 1996, causa alta como Unidad Orgánica del Ejército de Tierra el Regimiento de Transmisiones número 1, con cabecera en Castrillo del Val  (Burgos).
2º- Para los efectos que correspondan, de acuerdo con lo señalado en el artículo 5 de las Reales Ordenanzas del Ejército de Tierra, aprobadas por el Real Decreto 2945/1983, de 9 de noviembre, dicha Unidad tendrá carácter de Cuerpo.
3º- La constitución en armas de esta Unidad, y la toma de Mando se efectuarán con las formalidades reglamentarias en la fecha que se determine.
Según Orden de la Base de fecha 17 de enero de 1997 y en cumplimiento de lo ordenado por Resolución 164/1996 de 30 de septiembre, con fecha 16 de enero de 1997 el Regimiento se constituye en armas.
El 1 de julio de 2002 por adaptación orgánica, el RT.1 deja de pertenecer a la DIMZ “BRUNETE“ Nº 1 y según OM. 283/2001 de 27 de diciembre pasa a depender orgánicamente de la recién creada BRITRANS de la FMA. Esta Brigada reúne desde esa fecha al RETAC 21, RT.1 y RT.2. Según la Instrucción General 165 de 2004 (Adaptaciones Orgánicas del Ejercito de Tierra para el año 2005), a partir del 1 de Julio de 2005 pasa, nuevamente, a depender orgánicamente de la División Mecanizada “Brunete” N.º 1. 
Según R. D. 416/2006 de 11 de abril de 2006, por el que se establece la organización y el despliegue de la Fuerza del Ejército de Tierra, el 01NOV06 se disuelve la DIMZ N.º 1 y el Regimiento de Transmisiones 1 pasa a depender, orgánicamente, de la Brigada de Transmisiones. Según lo dispuesto en la Resolución Comunicada n.º 01/2015 de 28 de mayo de 2015, del Jefe de Estado Mayor del Ejército de Tierra, por la que se regulan las Adaptaciones Orgánicas del Ejército de Tierra para el año 2015, así como lo dispuesto en la Norma General 02/15 de Adaptaciones Orgánicas del Ejército de Tierra para 2015, el Regimiento de Transmisiones n.º 2 queda oficialmente disuelto. Por dicho proceso de Adaptaciones Orgánicas, con fecha 1 de enero de 2016 el Batallón de Transmisiones I/2 cambia de dependencia orgánica al Regimiento de Transmisiones N.º 1 cambiando de denominación a Batallón de Transmisiones II/1. 
Según OM. 77/2005 de 16 de mayo publicada en el BOD n.º 100 de 24 de mayo de 2005 se concede al Regimiento de Transmisiones 1 el derecho al uso de la Enseña Nacional, en su modalidad de Estandarte. El 13 de noviembre de 2006 el Regimiento de Transmisiones 1 recibe el Estandarte. El Excmo. Sr. Alcalde de Burgos, como representante de la Institución donante del Estandarte (Ayuntamiento de Burgos), se lo entrega a la madrina, S.A.R. la Infanta Dª Cristina de Borbón y Grecia. Una vez bendecido por el Arzobispo Castrense lo recibe el Coronel Jefe del RT-1, José Luis Marqués Rodilla.
Desde el uno de enero del 2016 de conformidad con lo ordenado en el punto 15.1 de la NG 02/15 Adaptaciones Orgánicas de ET para el año 2015, se disuelve el Regimiento de Transmisiones 2 ubicado en Madrid, integrándose su Batallón en el Regimiento de Transmisiones 1 con la nueva denominación de Batallón de Transmisiones II/1 depositario de los valores del desaparecido Regimiento de Transmisiones 2.
El Regimiento de Transmisiones 2 recoge la corta pero intensa tradición de la UTFAR en relación con la participación en las Operaciones de Mantenimiento de la Paz y en los principales ejercicios y maniobras que se realizan, tanto a nivel nacional como internacional y que abarca desde su creación en 1992 hasta su transformación en BT II/1 en 2016.
El último cambio orgánico, tiene lugar el uno de enero de 2021 pasando a depender de la División Castillejos. Los apoyos y colaboraciones con esta División han sido constantes desde la época del ya desaparecido Regimiento de Transmisiones 2, herencia recibida  posteriormente por el Regimiento de Transmisiones 1. Por tanto, el Regimiento ha mantenido siempre una vocación “divisionaria” que ha marcado sus misiones y su especial idiosincrasia.
A este cambio se le unió el traslado del Batallón de Transmisiones II/1 a Huesca desde Madrid, y el traslado previsto para el segundo semestre del 2021 de la cabecera del Regimiento a la capital oscense.
En enero de 2022, tras un cambio en la organización, la PLMM, situada hasta la fecha en Burgos, se traslada al Acuartelamiento Sancho Ramírez de Huesca, ocupando las dependencias.
El Batallón I/1 se mantiene en Burgos como III/21, pero pasando a depender del Regimiento de Transmisiones nº21 (Valencia), hito que hace que el Batallón II/1 de Huesca pase a ser el Batallón I/1 siendo el único batallón del Regimiento de Transmisiones nº1 a efectos del 1 de enero del 2022.

## Estructura
La estructura orgánica del Regimiento de Transmisiones 1 es la siguiente:
El Regimiento de Transmisiones 1, depende de la División Castillejos y se organiza en:
```
Mando
Plana Mayor de Mando (PLMM)
Batallón de Transmisiones I/1 (Huesca)
```

## Escudo de armas del Regimiento de Transmisiones 1
El 18 de julio de 2012 el Estado Mayor del Ejército aprueba el nuevo escudo para la Unidad, el cual se describe de la siguiente manera: 
El sable del campo, representa el secreto de las comunicaciones. El grifo alude a la capacidad para adaptarse a los distintos tipos de misiones y circunstancias. El resto hace referencia a la gesta del guerrero-mensajero Filípides, que anunció en Atenas la victoria en la batalla de Maratón. Este nuevo escudo timbrado por la corona real tiene como lema: “Por la excelencia a la victoria”.
En su creación simbólica participó, principalmente, un Cabo entonces destinado en la Unidad, quién presentó los primeros bocetos del Escudo (incluidos los primeros diseños de Filípides), como así fue dicho Cabo el que confeccionó y diseñó el grifo (animal mitológico) que figura en dicho Escudo. Este mismo Cabo fue el que ideó y creó la Revista "Erreté" en Mourmelon-le-Grand (Francia) en el año 2008. Respondiendo el mismo a las iniciales D.V.O.

## Corbatas conmemorativas
El Regimiento de Transmisiones 1, fue recompensado con la concesión de las corbatas conmemorativas en operaciones no bélicas C/S (Bosnia Herzegovina) e I/F (Irak). 

## Organización y misión
El Regimiento de Transmisiones 1 forma parte de la División Castillejos de la Fuerza Terrestre del Ejército de Tierra. La Misión del Regimiento de Transmisiones 1 es, con carácter general, instalar, operar y controlar los Sistemas de Información y de Telecomunicaciones, así como el correspondiente apoyo logístico, que faciliten el ejercicio del mando en operaciones militares, en refuerzo de las Unidades de Transmisiones de las Grandes Unidades de la Fuerza, así como para proporcionar apoyo CIS en el marco de una organización operativa, nacional o multinacional, en ejercicios y en operaciones.  

## Misiones fuera del territorio nacional
El Regimiento de Transmisiones 1 ha participado en la mayor parte de las Operaciones Internacionales de Mantenimiento de la Paz que nuestro país ha realizado en el exterior. Esta participación se inició en junio de 1997 con 15 componentes del Regimiento formando parte de la SPABRI V en Bosnia y Herzegovina. A lo largo de estos 24 años el Regimiento ha aportado cerca de 700 efectivos, en las misiones de Bosnia y Herzegovina, Kosovo, Afganistán, Irak, Líbano, Uganda y Mali. En equipos de personal de transmisiones exquisitamente instruidos han formado Unidades de Transmisiones pertenecientes a las Agrupaciones Tácticas desplegadas, Centros de Transmisiones de apoyo o personal puntual especializado en tareas técnicas para puestos específicos.